# فيديريكو تريلو
فيديريكو تريلو (من مواليد 23 مايو 1952، قرطاجنة) سياسي إسباني سابق من حزب الشعب ، شغل منصب رئيس مجلس النواب ووزير الدفاع وسفير إسبانيا لدى المملكة المتحدة.
كان والده المسمى أيضًا فيديريكو تريلو سياسيًا في عهد القائد فرانسيسكو فرانكو.
حصل على درجة البكالوريوس في القانون من جامعة سالامانكا ودكتوراه في القانون من جامعة كومبلوتنسي بمدريد. متزوج ولديه خمسة أطفال.
دخل تريلو في السلك القانوني للبحرية كأول فصل له في عام 1974 حيث تم تعيينه في مكتب المدعي العام البحري للمنطقة البحرية للبحر الأبيض المتوسط، وبعد ذلك تم تعيينه في إدارة الإنشاءات البحرية العسكرية. في عام 1979 اجتاز الامتحان التنافسي لمستشار مجلس الدولة. تقاعد من البحرية كقاض ومحامي عمدة في عام 1989 من أجل الدخول في السياسة.
في عام 1983 التحق بالموظفين القانونيين في تحالف أليانزا الشعبي (تحالف الشعب)، ثم برئاسة مانويل فراجا إريبارن، حيث شارك بنشاط في إعادة هيكلة الحزب، وأعاد تشكيله ليصبح حزب الشعب. كان عضوًا في السلطة التنفيذية الوطنية منذ عام 1986.
انتخب تريلو نائبا عن مقاطعة اليكانتي منذ عام 1989. وفي الفترة من 1989 إلى 1996 كان نائب رئيس مجلس النواب. في 27 مارس 1996 انتخب رئيساً لمجلس النواب، وهو المنصب الذي حافظ عليه حتى نهاية الدورة التشريعية السادسة في عام 2000. وفي 27 أبريل 2000 عينه رئيس الوزراء خوسيه ماريا أثنار وزيراً للدفاع في حكومة أزنار الثانية.
وفي يوليو 2002 أمر بشن هجوم على جزيرة برجيل التي احتلها جنود مغاربة لأيام. كان حادث تحطم ياكوفليف 42 في تركيا في 26 مايو 2003 والذي قتل فيه 62 جنديًا إسبانيًا أثناء عودته من أفغانستان بمثابة نهاية فترة عمله وزيراً للدفاع. وسُجن ثلاثة من مرؤوسيه بتهمة تزوير هوية 30 جثة. لم يجد القاضي أي سبب لتوريط تريلو، ورفض تريلو مرارًا وتكرارًا قبول المسؤولية السياسية أو الجنائية.
تعاون في تأسيس جمعية دراسات التقدم الاجتماعي. وهو عضو في اللجنة الإسبانية للتاريخ العسكري وعضو في جماعة أوبوس داي.